# Stethojulis albovittata
Stethojulis albovittata is een  straalvinnige vissensoort uit de familie van lipvissen (Labridae). De wetenschappelijke naam van de soort is voor het eerst geldig gepubliceerd in 1788 door Pierre Joseph Bonnaterre.
De soort staat op de Rode Lijst van de IUCN als niet bedreigd, beoordelingsjaar 2009.